# رادا میشل
رادا رنی امبر ایندیگو آماندا میشل (به انگلیسی: Radha Rani Amber Indigo Ananda Mitchell) (زادهٔ ۱۲ نوامبر ۱۹۷۳) یک بازیگر استرالیایی است. او حرفهٔ بازیگری را در فیلم‌ها و مجموعه‌های تلویزیونی مختلف استرالیایی شروع کرد، و سپس در فیلم‌های هالیوودی شامل قیرگون، باجه تلفن، مردی در آتش، ملیندا و ملیندا، سایلنت هیل و سقوط المپیوس ظاهر شد.

## فیلم‌شناسی
فیلم‌های برجسته او عبارت‌اند از:
| نام فیلم               | سال  | نقش               |
| ---------------------- | ---- | ----------------- |
| هنر عالی               | ۱۹۹۸ | سید               |
| قیرگون                 | ۲۰۰۰ | کرولین فری        |
| وقتی غریبه‌ها ظاهر شدند | ۲۰۰۱ | بث                |
| تساوی                  | ۲۰۰۲ | شارلوت لامار      |
| باجه تلفن              | ۲۰۰۲ | کلی شپرد          |
| مهمانان                | ۲۰۰۳ | جرجیا پری         |
| مردی در آتش            | ۲۰۰۴ | لیسا ماری         |
| در جستجوی ناکجاآباد    | ۲۰۰۴ | مری انسل          |
| ملیندا و ملیندا        | ۲۰۰۴ | ملیندا            |
| سایلنت هیل             | ۲۰۰۴ | رز دا سیلوا       |
| پلوتونیم-۲۳۹           | ۲۰۰۶ | مارینا            |
| ضیافت عشق              | ۲۰۰۷ | دایانا            |
| تمساح                  | ۲۰۰۷ |                   |
| هنری پول اینجاست       | ۲۰۰۸ |                   |
| بدل‌ها                  | ۲۰۰۹ | مأمور جنیفر پیترز |
| شهر انتظار             | ۲۰۰۹ | فیونا سایمونز     |
| سایلنت هیل: مکاشفات    | ۲۰۱۲ | رز دا سیلوا       |
| بیگ‌سور                 | ۲۰۱۲ | کرولاین           |
| سقوط المپیوس           | ۲۰۱۳ | لی بنینگ          |
| سرزمین منجمد           | ۲۰۱۳ | آلی هولکام        |
| مدرک                   | ۲۰۱۳ | کارآگاه بورکز     |
| مردمان پرنده           | ۲۰۱۴ | الیزابت نیومن     |
| لندن سقوط کرده‌است      | ۲۰۱۶ | لی بنینگ          |
| تاریکی                 | ۲۰۱۶ | برونی تیلور       |
| سافاری در حال چرخش     | ۲۰۱۸ |                   |